# Manuel Iturra
Manuel Iturra (Temuco, 23 de junho de 1984) é um futebolista profissional chileno.

## Carreira
Nascido em Temuco. Joga como volante. Estreou na Universidad de Chile em 2003, permacendo até 2010, quando acertou com o União Leiria de Portugal em janeiro 2011. Ainda em 2011 foi emprestado ao Real Murcia da Espanha, onde em 3 de setembro de 2011 estreou oficialmente.

## Títulos
Universidad de Chile
- Campeonato Chileno (2): 2004 (Apertura) e 2009 (Apertura)
- Copa Gato (1): 2010